# Symposiachrus bimaculatus
A Symposiachrus bimaculatus a madarak osztályának verébalakúak (Passeriformes) rendjébe és a császárlégykapó-félék (Monarchidae) családjába  tartozó faj.

## Rendszerezése
A fajt George Robert Gray angol zoológus írta le 1861-ben, a Monarcha nembe Monarcha bimaculata néven. Sorolták az álarcos császárlégykapó (Symposiachrus trivirgatus) alfajaként Monarcha trivirgatus bimaculatus néven is.

## Alfajai
- Symposiachrus bimaculatus bimaculatus (G. R. Gray, 1861)
- Symposiachrus bimaculatus diadematus (Salvadori, 1878)[1]

## Előfordulása
Az Indonéziahoz tartozó Maluku-szigetek területén honos. Természetes élőhelyei a szubtrópusi vagy trópusi síkvidéki és hegyi esőerdők. Állandó, nem vonuló faj.

## Természetvédelmi helyzete
A Természetvédelmi Világszövetség Vörös listáján nem szerepel.